# Phostria mungalis
Phostria mungalis là một loài bướm đêm trong họ Crambidae.